# Damias postvitrea
Damias postvitrea är en fjärilsart som beskrevs av Rothschild 1912. Damias postvitrea ingår i släktet Damias och familjen björnspinnare. Inga underarter finns listade i Catalogue of Life.